# Sinagoga de Moncalvo

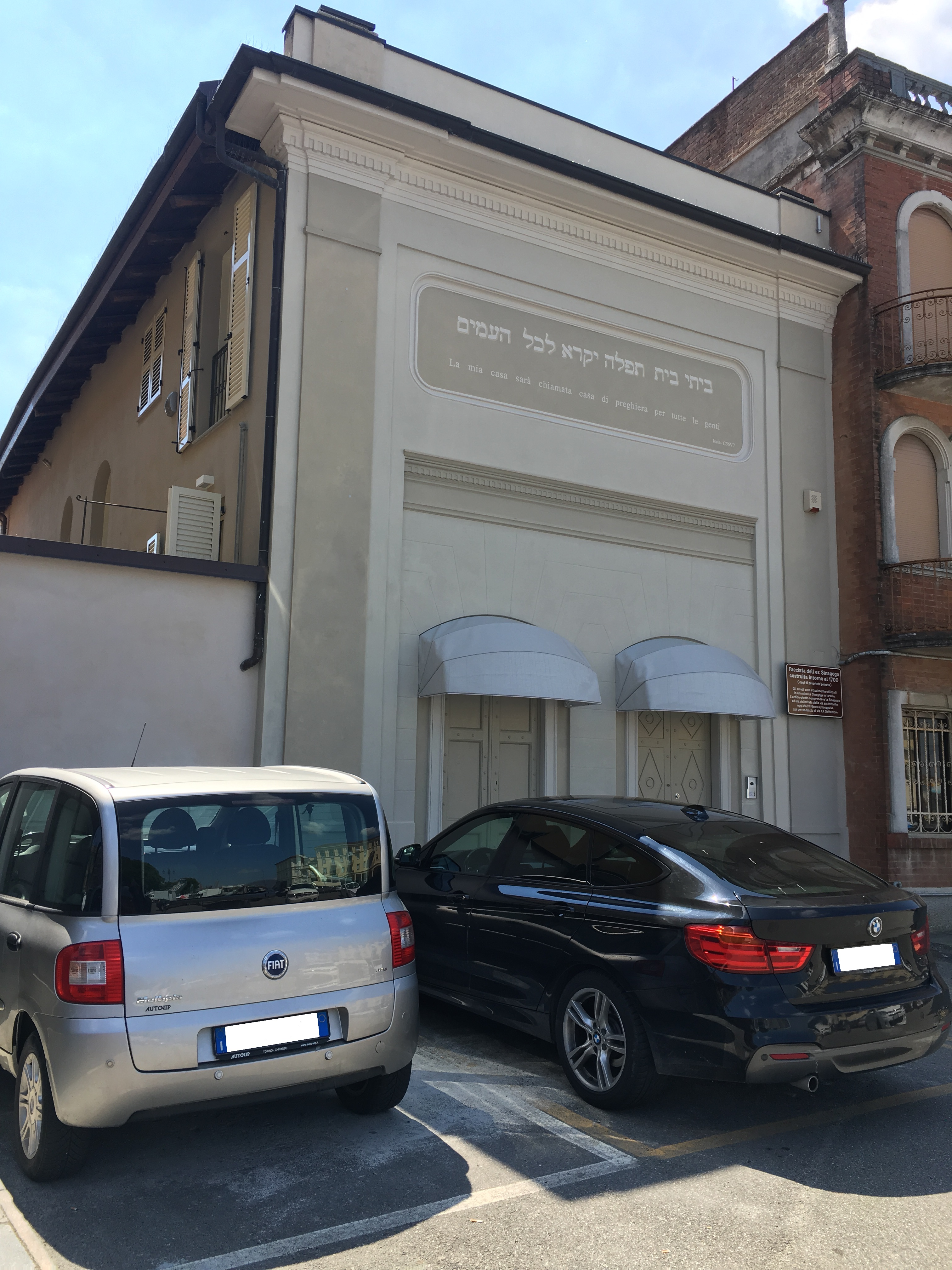
Fachada de la antigua sinagoga, restaurada (foto de mayo de 2018)

La sinagoga de Moncalvo, actualmente abandonada, se encuentra en Piazza Carlo Alberto, en Moncalvo, Italia.

## Historia
Cuando se creó el gueto de Moncalvo en 1732, también se construyó la sinagoga. Como toda sinagoga de gueto, el edificio estaba ubicado dentro del recinto cerrado, desprovisto de cualquier señal de reconocimiento externo y con acceso interno desde el propio gueto. Con la emancipación de 1848, a la sinagoga pudo darsele en 1860 una fachada monumental hacia el lado externo del gueto que daba a la Piazza Carlo Alberto. La fachada, muy sencilla, consta de dos portales simétricos coronados por una gran inscripción en hebreo e italiano: "Mi casa será llamada casa de oración para todos los pueblos" (Isaías 56,6).
Con la desaparición de la comunidad, la sinagoga fue desmantelada en 1951 y transformada en almacén. El espléndido techo de madera y los muebles preciosos fueron trasladados a Israel, donde todavía se encuentran en la sinagoga de rito italiano en Ramat Gan, en las afueras de Tel Aviv.
Es la única sinagoga de Europa que se encuentra en la plaza principal de la ciudad donde se ubica.
La fachada de la antigua sinagoga fue recuperada en 2014, gracias también a la familia Bergagna.

## Artículos relacionados
- Moncalvo
- Comunidad judía de Moncalvo
- Sinagogas en Italia